# ضريح جعفر بن أبي طالب
مقام وضريح الصَّحابي جعفر بن أبي طالب، ويقع في بلدة المزار الجنوبي في محافظة الكرك، وهو عبارة عن مسجد كبير بُني حديثًا، وفي داخله (خارج مكان الصلاة) ضريح يُنسب للصَّحابي جعفر بن أبي طالب القائد الثّاني في معركة مؤتة. تم إعادة إعمار الضريح عام 1997 ليضم معه ضريح زيد بن حارثة، وجرى الربط بينهم بأروقة. وقد تم العثور على نقوش تدلّ على اعتناء الأيوبيين والمماليك بهذا الضريح.

## وصف المسجد والضريح
يتألف المسجد من قاعة للصلاة بمساحة 1500م2، وقاعة صغيرة أخرى مساحتها 100م2، بالإضافة إلى صحن المسجد الذي تحيط به الأروقة من جميع الجوانب ومنه البوابات الرئيسية للمسجد. يتبع المسجد دورات مياه ومرافق عامة بالإضافة إلى عيادة صغيرة في الزاوية الشمالية الغربية من المسجد، ويوجد للمسجد ثلاثة مداخل رئيسية للرجال، حيث البوابة الرئيسية من جهة الشمال والتي منها يطل الزائر على مقام جعفر بن أبي طالب، ثم البوابة المرتبطة بأهل المزار حيث امتداد البيوت السكنية، وأما البوابة الغربية التي تتصل بالسوق التجاري وتعتبر النهاية الطبيعية للسوق التجاري الملاصق للمسجد.
أما مقام جعفر، فإن المبنى مُقام خارج قاعة الصلاة حيث يستطيع الزائر دخول مبنى المقام والزيارة دون الحاجة لدخول المسجد مع الحرص على ربط المقام بالمسجد برواق.

## معرض الصور

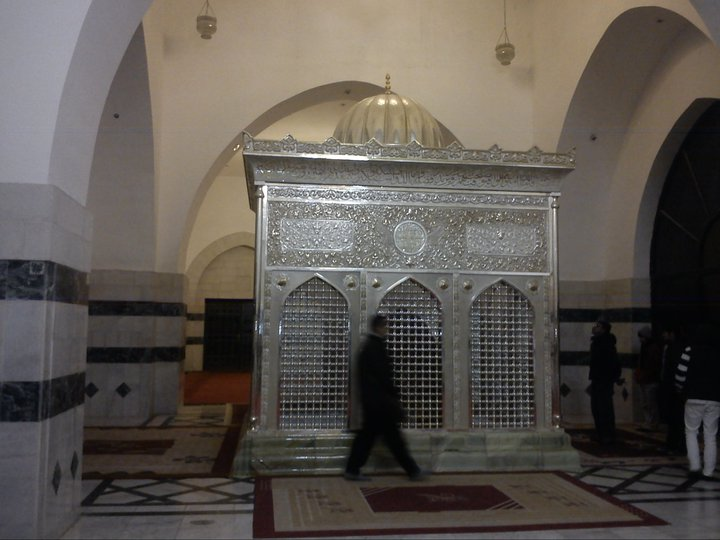
الضريح من الداخل
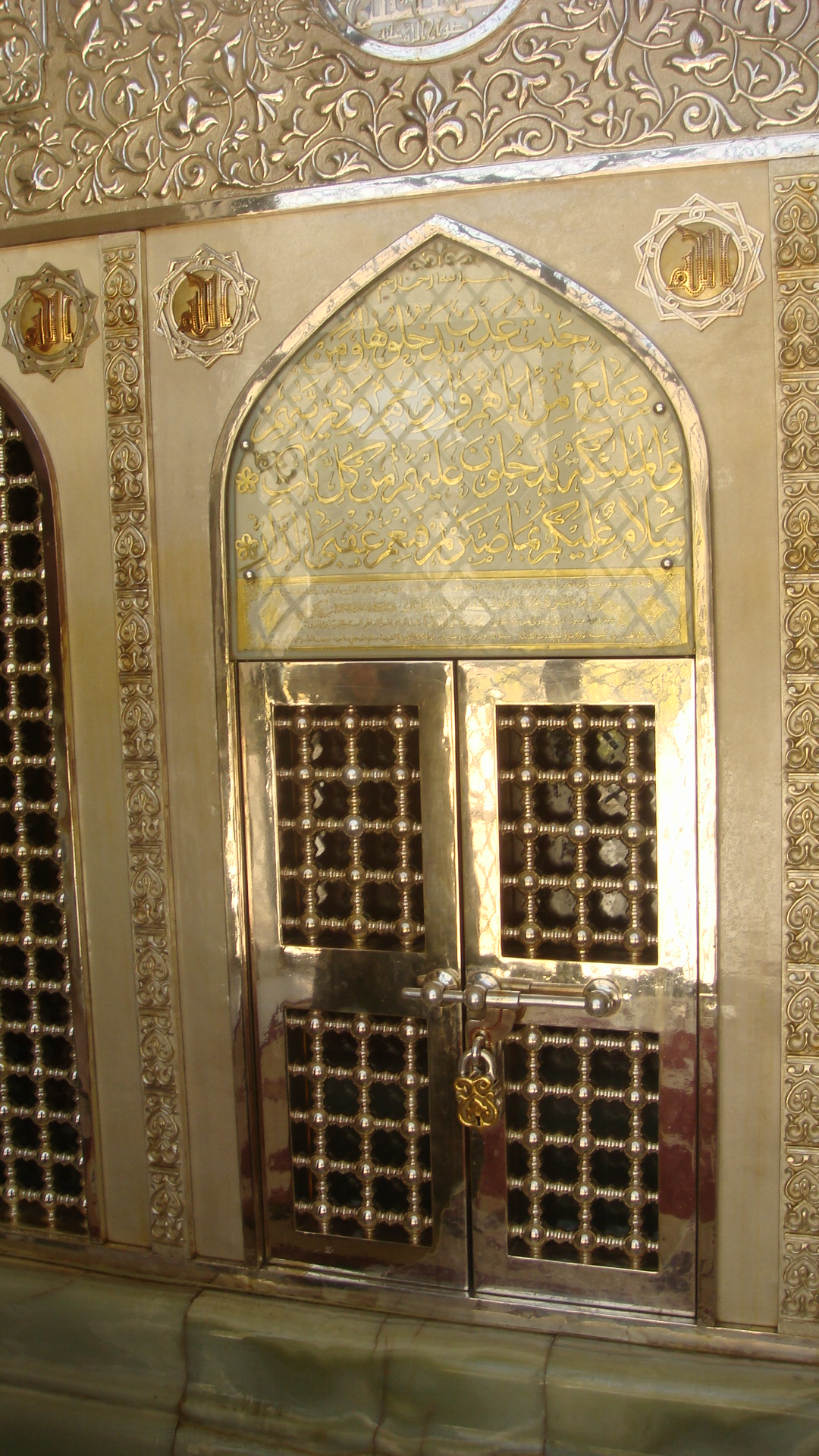
الضريح من الداخل
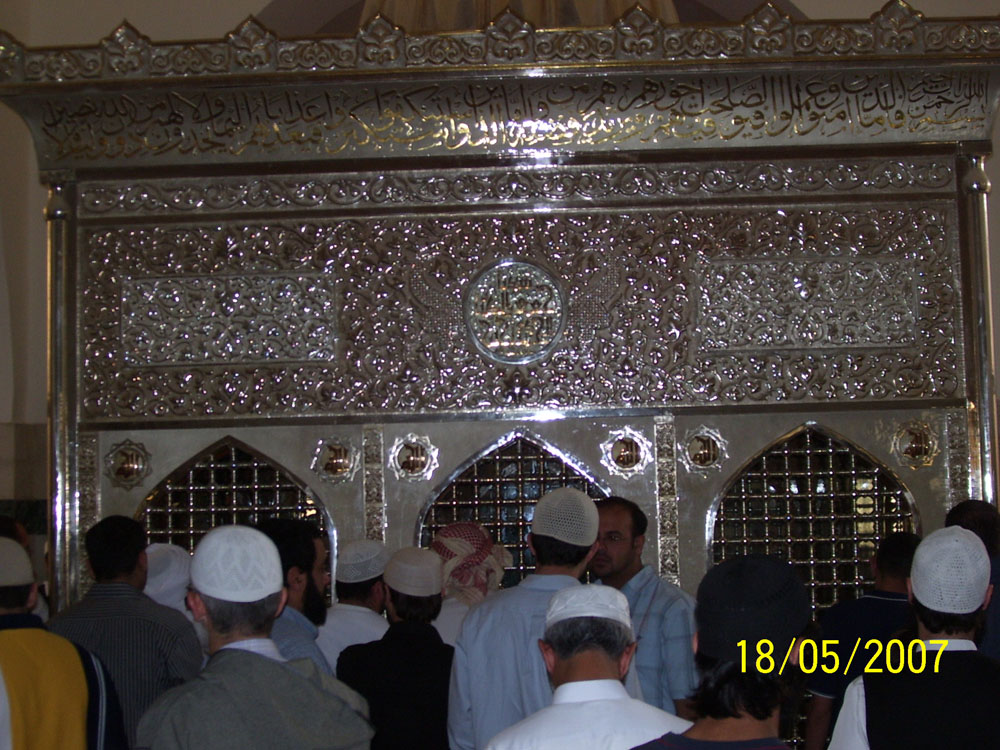
الضريح أثناء الزيارة